# 费里耶尔-圣玛丽
费里耶尔-圣玛丽（法語：Ferrières-Saint-Mary，法語發音：[fɛʁjɛʁ sɛ̃ maʁi]）是法国康塔尔省的一个市镇，属于圣弗卢尔区。

## 地理
费里耶尔-圣玛丽（45°10'59"N, 3°3'30"E）面积19.17 平方千米，位于法国奥弗涅-罗讷-阿尔卑斯大区康塔爾省，该省份为法国中南部省份，位于法國中央高原中心，北起科雷兹省、上盧瓦爾省和多姆山省，西接洛特省和科雷兹省，南至阿韦龙省和洛特省，东临上盧瓦爾省和洛泽尔省。
与费里耶尔-圣玛丽接壤的市镇（或旧市镇、城区）包括：博纳克、茹尔萨克、佩吕斯、雷藏蒂耶尔、圣马里勒普兰、塔利扎、瓦尔茹兹。

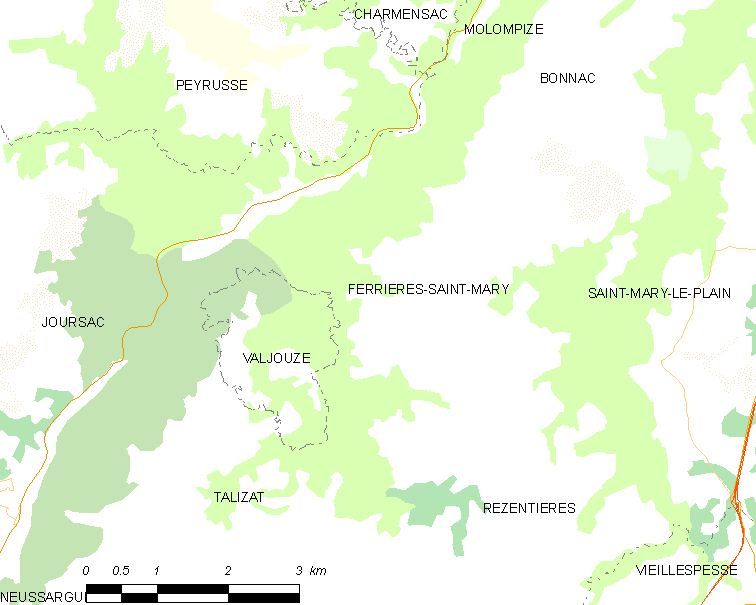
费里耶尔-圣玛丽的OSM定位图

费里耶尔-圣玛丽的时区为UTC+01:00、UTC+02:00（夏令时）。

## 行政
费里耶尔-圣玛丽的邮政编码为15170，INSEE市镇编码为15069。

## 政治
费里耶尔-圣玛丽所属的省级选区为圣弗卢尔第一县。

## 人口

1962-2008年间费里耶尔-圣玛丽人口变化图示

费里耶尔-圣玛丽于2022年1月1日时的人口数量为238人。